# 川口市立小谷場中学校
川口市立小谷場中学校（かわぐちしりつ こやばちゅうがっこう）は、埼玉県川口市小谷場にある公立中学校。

## 概要
川口市は公立学校選択制を取り入れているが、川口市教育委員会の方針によって2014年度の新入生より学区外からの通学でも自転車通学は禁止になった。だが、小谷場中は許可申請をすれば自転車通学を認めている。

## 沿革
- 1978年
  - 4月1日 - 川口市立芝中学校を分離により設立[2]
  - 11月11日 - 校歌制定[3]

## 教育目標
- 自主
- 協働
- 創造[4]

## 部活動

### 運動部
- 男子サッカー部
- 女子サッカー部
- 男子バスケ部
- 女子バスケ部
- 男子卓球部
- 女子卓球部
- 男女バドミントン部
- 女子テニス部[5]
- 男子テニス部
- ダンス部[6]

### 文化部
- 環境科学部
- グローバル部
- 美術部[7]

## 通学区域
- 伊刈 - 一部
- 小谷場 - 一部
- 芝 - 一部
- 芝西2丁目 - 一部[8]